# Gaya pilosa
Gaya pilosa är en malvaväxtart som beskrevs av Karl Moritz Schumann. Gaya pilosa ingår i släktet Gaya och familjen malvaväxter. Inga underarter finns listade i Catalogue of Life.